# Termas Ñahuelhuapi
Las termas Ñahuelhuapi son manantiales termales ubicados en la Región de Los Lagos, utilizados para fines medicinales.
Su nombre propio tiene según L. Risopatrón varias formas:  Ñauelhuapi, Nahuelhuapi, Nahuelguapi, Llaulhuapi, Llauhuelhuapi, Llauhuelguapi, Nahuelguapi.

## Historia
Francisco Solano Asta-Buruaga y Cienfuegos escribe sobre el lugar en su Diccionario Geográfico de la República de Chile de 1899:: 466 
Nahuelguapi (Fondeadero).-—Se halla en la bahía de Ralún. Á su extremo sur hay en una pequeña quebrada una fuente termal sulfurosa de su nombre con una temperatura de unos 34º centígrados. Significa isla del tigre.
Luis Risopatrón lo describe en su Diccionario Jeográfico de Chile de 1924:: 596 
Ñahuelhuapi (Termas) 41° 25' 72° 20'. Pobres de agua, con 32,2° C de temperatura, de sabor insípido i desagradable, exhalan un pronunciado olor a hidrójeno sulfurado i revientan en el centro de un pequeño estuario, fangoso, bajo el nivel de media marea, en la ensenada del mismo nombre. 61, XXXIX, p. 10 i 19; i XLVII, p. 690; de Ñauelhuapi en 1, VIII, p. 93; de Nahuelhuapi en 63, p. 487; fuente termal de Nahuelguapi en 155, p. 466; baños Llaulhuapi en 85, p. 107; Llauhuelhuapi en 134; i Llauhuelguapi en 156; i termas Baños de Nahuelguapi en 68, p. 37.